# استوانه

یک استوانه

اُستوانه (به انگلیسی: Cylinder) یا سُتوُن یکی از اشکال پایه ای  منحنی دار فضایی در مباحث هندسه است که سطح بیرونی آن را مجموعه نقاطی تشکیل می‌دهد که در فاصلهٔ یکسان از یک خط راست قرار دارند. نام این خط راست محور است. دو سر این شکل فضایی به کمک دو صفحهٔ عمود بر محور استوانه بسته مسدود می شود. سطح و حجم استوانه از گذشته‌های دور برای ریاضی‌دانان معلوم بوده‌است.
در هندسهٔ دیفرانسیل یک استوانه را به صورت یک سطح خط‌کشیده تعریف می‌کنند که مولد آن یک دسته خط موازی می‌باشد. استوانه‌ای که مقطع عرضی آن یک بیضی، سهمی یا هذلولی باشد به ترتیب استوانهٔ بیضی‌گون، استوانهٔ سهمی‌گون و استوانهٔ هذلولی‌گون می‌نامند.
برای به دست آوردن مساحت یک استوانه، به مساحت دو سر، و مساحت بخش میانه نیاز داریم. برای به دست آوردن محیط، از فرمول زیر استفاده می‌کنیم:
مساحت دو سر = 2 × π × r2
مساحت بخش میانه = 2 × π × r × h
که مجموع دو فرمول بالا، فرمول زیر را تشکیل می‌دهد:
مساحت استوانه = 2 × (π × r × (r+h
فرض کنید استوانه‌ای داریم که شعاع آن برابر 2 و ارتفاع آن برابر 7 باشد. در این حالت محاسبه‌ی مساحت استوانه به صورت زیر انجام می‌شود:
2 × (π × r × (r+h = مساحت استوانه
2 × (π × 2 × (2+7 =
2 × π × 2 × 9 =
36 π =

## ریشه‌شناسی
واژه استوانه برگرفته از اُسْطُوٰانَة عربی است که خود نیز برگرفته از واژه اُستوُن یا سُتوُن فارسی است. در گذشته به این شکل فضایی اصطلاح «ستون» یا «استون» در زبان فارسی گفته می‌شد. همچنین به ارتفاع یا بلندی استوانه واژه «تیرِ ستون» گفته می‌شده‌است. چنانچه ابوریحان بیرونی در بخش هندسه کتاب التفهیم گوید:
ستون راست کدام است؟ جسمی است گرد. بن او و سر او دو دایره باشد راست یکدیگر را موازی و تیر ستون کوتاهترین خطی است میان دو مرکز سر و بن. .... ستون کژ کدام است؟ این آن ستون است که تیر او بر سطح دایره سر و بن او عمود نباشد و بود کاین سر و بن ستون دایره نباشد ولکن دو شکل متشابه هموارده چون دو مثلث یا دو مربع یا ماننده آن از شکلهای بسیار پهلو.
واژگان سُتْوُن یا اُسْتوُن در زبان فارسی نو برگرفته از واژه سْتوُن (پارسی میانه: 𐭮𐭲𐭥𐭭𐭩-stwn'-stūn) یا اِسْتوُن (پارسی میانه: 𐫙𐫘𐫤𐫇𐫗-ʿstwn-istūn) در زبان پارسیگ که آن‌ها هم برگرفته از واژه پارسی باستان سْتوُنا (پارسی باستان: 𐎿𐎬𐎢𐎴𐎠-stūnā) بوده‌است.

## کاربرد روزانه
در کاربر روزانه یک استوانه به صورت حجمی که دو سر آن به‌وسیلهٔٔ یک دایرهٔ راست بسته شده تعریف می‌شود. مانند منشوری که دو سر آن دایره‌های همنهشت قرار دارند (مانند شکل). اگر شعاع استوانه r باشد و بلندی آن h، آنگاه حجم آن برابر خواهد بود با:
V = πr۲h
سطح کل آن نیز برابر است با:
- سطح قاعدهٔ بالایی: (πr۲) +
- سطح قاعدهٔ پایینی: (πr۲) +
- سطح جانبی: (۲πrh)

پس سطح جانبی آن بدون قاعده‌های بالا و پایین می‌شود:
در واقع سطح جانبی استوانه یک مستطیل است که عرض آن همان ارتفاع استوانه و طول آن همان سطح مقطع استوانه است و سطح کل آن همراه با دو قاعدهٔ بالا و پایین می‌شود:
اگر قرار باشد برای یک حجم داده شده‌استوانه‌ای پیدا کنیم که دارای کمترین سطح جانبی باشد، باید بلندی استوانه اندازهٔ قطر آن باشد یا h = ۲r. و اگر قرار باشد برای یک سطح جانبی داده شده، استوانه‌ای پیدا کنیم که بزرگترین حجم را داشته باشد، باز باید ارتفاع برابر با قطر یا h = ۲r باشد. مانند استوانه‌ای که در یک مکعب جای می‌گیرد (قطر قاعده = ارتفاع).

## حجم
یک استوانهٔ دایره‌ای راست با بلندی h و شعاع قاعدهٔ r را اگر چنان قرار دهیم که مبدأ مختصات در مرکز دایرهٔ قاعدهٔ آن قرار گیرد و ارتفاع آن در جهت مثبت محور xها باشد. آنگاه صفحهٔ راستی که در فاصلهٔ x از قاعده، استوانه را قطع می‌کند، مساحتی برابر با A(x) دارد، مقدار این مساحت برابر است با:
{\displaystyle A(x)=\pi r^{2}}
یا
{\displaystyle A(y)=\pi r^{2}}
یک جزء از حجم، استوانهٔ راستی است که قاعدهٔ آن مساحتی برابر با Awi دارد و ضخامتی برابر با Δix دارد. پس اگر V حجم استوانهٔ دایره‌ای راست باشد، با استفاده از جمع‌های ریمانی داریم:
{\displaystyle \mathrm {Volume\;of\;cylinder} =\lim _{||\Delta \to 0||}\sum _{i=1}^{n}A(w_{i})\Delta _{i}x}
{\displaystyle =\int _{0}^{h}A(y)\,dy}
{\displaystyle =\int _{0}^{h}\pi r^{2}\,dy}
{\displaystyle =\pi \,r^{2}\,h\,}
با استفاده از مختصات استوانه‌ای حجم را می‌توان به‌وسیلهٔٔ انتگرال‌گیری به‌دست آورد:
{\displaystyle =\int _{0}^{h}\int _{0}^{2\pi }\int _{0}^{r}s\,\,ds\,d\phi \,dz}
{\displaystyle =\pi \,r^{2}\,h\,}
دو عامل مهم در اندازه‌گیری حجم استوانه: ارتفاع استوانه، شکل دهانه آن

## مساحت
برای پیدا کردن مساحت استوانه ابتدا گسترده استوانه را رسم می کنیم،شکل گسترده یک استوانه می شود یک مستطیل و دو دایره هم مساحت،طول مستطیل برابر با محیط دایره است و عرض مستطیل ارتفاع استوانه است. ابتدا محیط دایره را حساب می کنیم و بعد مساحت مستطیل را محاسبه می کنیم،بعد مساحت دو دایره را حساب می کنیم و بعد با مساحت مستطیل جمع می کنیم که به این صورت بیان میشود.
{\displaystyle A=2\pi r^{2}+2\pi rh}

## قطاع‌های استوانه‌ای
قطاع‌های استوانه‌ای از برخورد یک یا چند استوانه با یک یا چند صفحه ایجاد می‌شود. برای یک استوانهٔ راست دایره‌ای چهار احتمال وجود دارد. صفحه مماس با استوانه‌است در نتیجه نقطهٔ مشترک صفحه و استوانه تنها یک خط راست است؛ صفحه و استوانه یکدیگر را قطع نمی‌کنند؛ یا به صورت راست قطع می‌کند به گونه‌ای که نقطه‌های مشترک آن‌ها دو خط موازی می‌شود. صفحه و استوانه یکدیگر را قطع می‌کنند و تشکیل یک بیضی می‌دهند، در صورتی که صفحه عمود بر محور استوانه باشد، تشکیل یک دایره را می‌دهند.

## دیگر گونه‌های استوانه

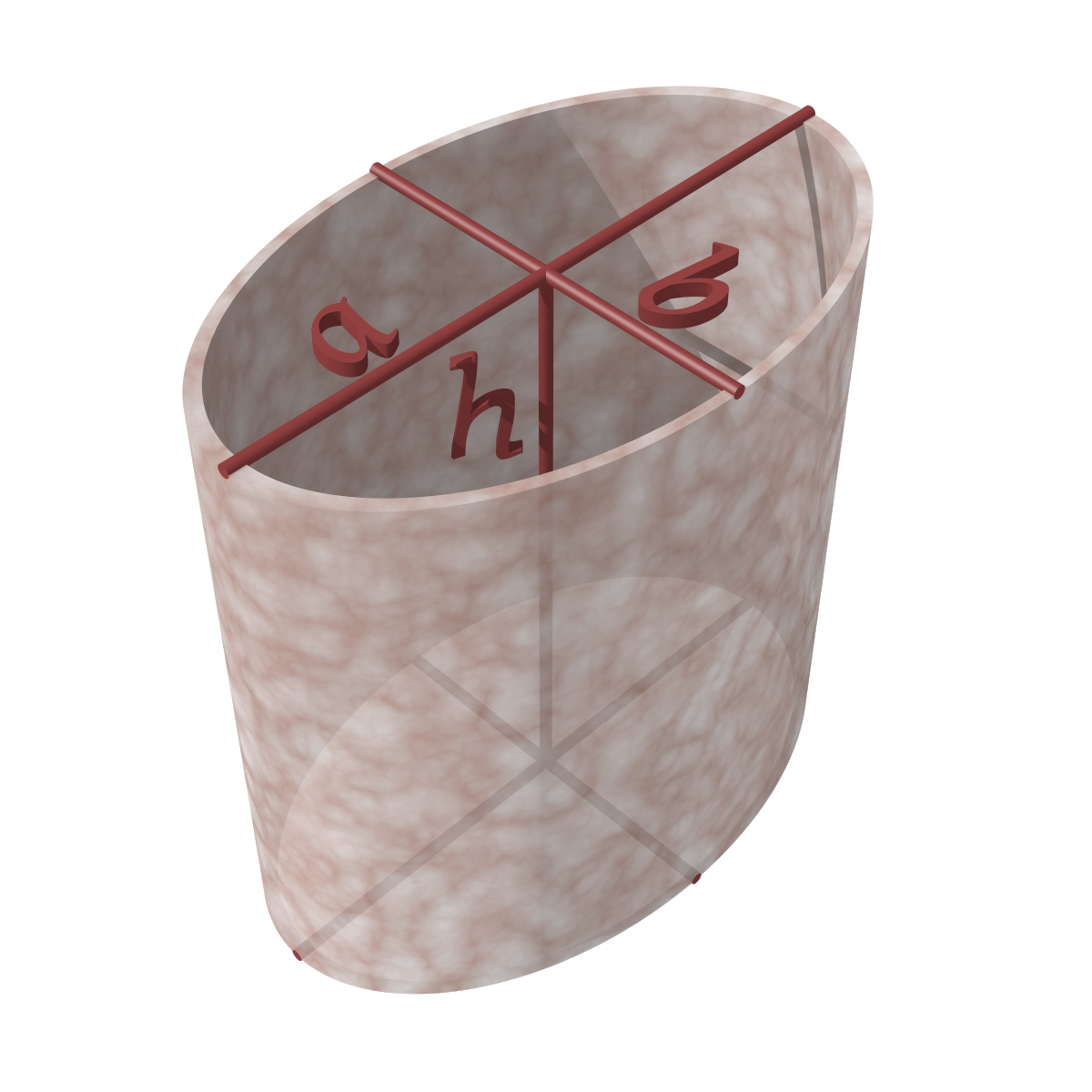
یک استوانهٔ بیضی‌گون

یک استوانهٔ بیضی‌گون یا بیضوی، یک رویهٔ درجهٔ دوم است که در دستگاه مختصات دکارتی از رابطهٔ زیر پیروی می‌کند:
{\displaystyle \left({\frac {x}{a}}\right)^{2}+\left({\frac {y}{b}}\right)^{2}=1}
رابطهٔ بالا که برای یک برای یک استوانهٔ بیضی‌گون نوشته شده‌است، حالت کلی تر رابطهٔ استوانهٔ دایره ای است (a = b). رابطهٔ عمومی تر استوانه برای حالتی است که سطح مقطع یک خم دلخواه باشد.
رابطهٔ استوانه مربوط به یک رویهٔ درجهٔ دوم است چون حداقل یکی از محورهای مختصات (در این مورد، محور z)ها) در آن ظاهر نشده‌است.
در یک استوانهٔ مایل قاعده‌های بالا و پایین کمی نسبت به یکدیگر جابه‌جا شده‌اند.
گونه‌های دیگری از استوانه وجود دارد که چندان معمول نیستند. این گونه‌ها عبارتند از
استوانه‌های بیضی‌گون پنداری:
{\displaystyle \left({\frac {x}{a}}\right)^{2}+\left({\frac {y}{b}}\right)^{2}=-1}
استوانه‌های هذلولی‌گون:
{\displaystyle \left({\frac {x}{a}}\right)^{2}-\left({\frac {y}{b}}\right)^{2}=1}
استوانه‌های سهمی‌گون:
{\displaystyle {x}^{2}+2a{y}=0\,}
برای نمایش سطح استوانه‌ای به دور یک محور دلخواه:
{\displaystyle v=(\alpha ,\beta ,\gamma )\,}
باید از مختصات کروی استفاده کرد:
{\displaystyle \rho =\alpha ^{2}+\beta ^{2}+\gamma ^{2}\,}
{\displaystyle \theta =arctan\left({\frac {\beta }{\alpha }}\right)}
{\displaystyle \phi =arcsin\left({\frac {\gamma }{\rho }}\right)}
حال از فرمول آشنای:{\displaystyle A^{2}+B^{2}=R^{2}\,} استفاده می‌کنیم:
که در آن {\displaystyle A=-xsin(\theta )+ycos(\theta )cos(\phi )+zcos(\theta )sin(\phi )}
و {\displaystyle B=-ysin(\phi )+zcos(\phi )}
و {\displaystyle R} شعاع استوانه‌است. معمولاً این نتیجه‌ها با استفاده از ماتریس‌های دوران به‌دست می‌آید.

## در دنیای بیرون

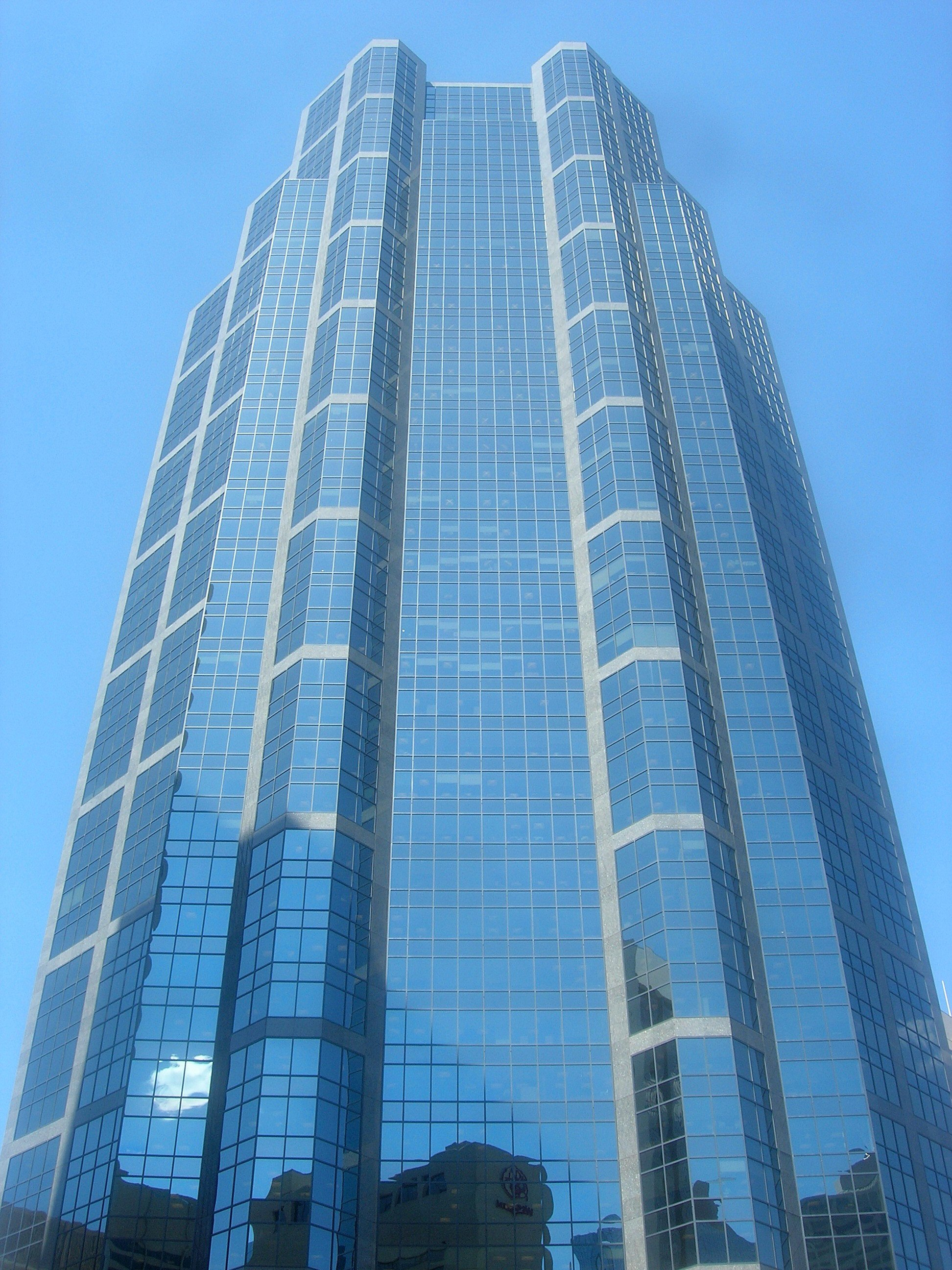
در دنیای بیرون، یک استوانه را می‌توان به صورت مخروطی تعریف کرد که راس آن در بینهایت قرار دارد.

## یادداشت و منبع
1. ↑  علی اکبر دهخدا. «سرواژه «اسطوانة» - لغتنامه دهخدا». پارسی ویکی.
2. ↑  بیرونی، ابوریحان. التفهیم لاوائل الصناعة التنجیم. تهران: مجلس شورای ملی ایران. صص. ۲۶.
3. ↑  علی اکبر دهخدا. «سرواژه «استون» در لغتنامه دهخدا». پارسی ویکی.
4. ↑  "ریشهٔ ستون در زبانهای ایرانی". ویکی‌واژه انگلیسی (به انگلیسی).
5. ↑  "MathWorld: Cylindric section".